# 拉伏林 (加利福尼亞州)
拉夫林（英語：Laughlin）是位於美國加利福尼亞州門多西諾縣的一個非建制地區。該地的面積和人口皆未知。

## 地理
拉夫林的座標為39°16′47″N 123°14′04″W / 39.27972°N 123.23444°W，而該地的平均海拔高度為263米（即863英尺）。